# Stuttgarter Schütz-Ausgabe
Die Stuttgarter Schütz-Ausgabe ist eine quellenkritische Ausgabe der Werke des Komponisten Heinrich Schütz (1585–1672) für den wissenschaftlichen ebenso wie praktischen Gebrauch und bietet unter Beachtung wissenschaftlicher Editionsgrundsätze den Notentext in moderner Schlüsselung und Notation. Sie wurde ursprünglich vom Hänssler Verlag herausgegeben und erscheint seit 1992 im Carus-Verlag in Zusammenarbeit mit dem Heinrich-Schütz-Archiv der Hochschule für Musik Dresden.

## Umfang, Aufbau und Ausstattung
Die Ausgabe soll schließlich 23 Bände umfassen, bis 2019 sind 11 Bände erschienen.
Alle Bände enthalten umfangreiche Angaben des Herausgebers sowie einen ausführlichen kritischen Bericht. Im Gegensatz zu anderen Gesamtausgaben werden alle Werke originalgetreu in ihrer originalen Tonart und Stimmlage wiedergegeben.

## Editionsplan
Die »Stuttgarter Schütz-Ausgabe« wird bei ihrem Abschluss folgende Bände umfassen, von denen bislang (Stand 2023) elf Bände erschienen sind.
1. Italienische Madrigale (Hrsg. Siegfried Schmalzriedt, 1984)
2. Psalmen Davids: Motetten und Konzerte
3. Psalmen Davids für acht und mehr Stimmen mit Basso continuo
4. Auferstehungshistorie (Hrsg. Günter Graulich, 1986)
5. Cantiones sacrae (Hrsg. Uwe Wolf, 2013)
6. Becker-Psalter
7. Symphoniae sacrae I (Hrsg. Siegfried Schmalzriedt, 1996)
8. Musikalische Exequien I-III – Begräbnismusik in drei Teilen (Hrsg. Günter Graulich, 1973)
9. Kleine geistliche Konzerte I (in Vorbereitung)
10. Kleine geistliche Konzerte II (Hrsg. Michael Heinemann, 2019)
11. Symphoniae sacrae II (Hrsg. Konrad Küster, 2012)
12. Geistliche Chormusik – 29 Motetten für 5 bis 7 Singstimmen. (Hrsg. Michael Heinemann, 2016)
13. Symphoniae sacrae III – Band 1
14. Symphoniae sacrae III – Band 2
15. Zwölf geistliche Gesänge (Hrsg. Günter Graulich, 1969)
16. Weihnachtshistorie
17. Die Sieben Worte – Matthäuspassion – Lukaspassion – Johannespassion
18. Psalm 119 (Schwanengesang) (Hrsg. Werner Breig, 2017)
19. Einzeln überlieferte Werke mit bis zu 7 Stimmen (Hrsg. Helmut Lauterwasser, 2017)
20. Einzeln überlieferte Werke mit 8 und mehr Stimmen Band 1
21. Einzeln überlieferte Werke mit 8 und mehr Stimmen Band 2
22. Weltliche Musik
23. Incerta, Nachträge

Daneben erscheinen eine Reihe von Einzelausgaben für den praktischen Gebrauch (Dirigier-, Studien- und Chorpartituren, Einzelstimmen) ebenfalls unter der Dachmarke „Stuttgarter Schütz-Ausgabe“.